# Kappensturmtaucher
Der Kappensturmtaucher (Ardenna gravis, Syn.: Puffinus gravis), gelegentlich auch als Großer Sturmtaucher bezeichnet, ist ein großer Seevogel aus der Ordnung der Röhrennasen.
Der Kappensturmtaucher ist an der Atlantikküste Südwest- und Westeuropas ein regelmäßiger, wenn auch insgesamt seltener Gastvogel. In Mitteleuropa ist diese Art dagegen ein ausgesprochen seltener Ausnahmegast. Gesicherte Beobachtungen liegen für Helgoland unter anderem für Oktober 1986 vor, und auf Sylt wurde er im Oktober 1983 beobachtet.

## Beschreibung
Der Kappensturmtaucher ist 43 bis 51 cm lang und hat eine Flügelspannweite von 105 bis 122 cm. Die Oberseite ist überwiegend einfarbig dunkelbraun mit einem weißen Nackenband und scharf abgesetzten weißen Oberschwanzdecken. Die Unterseite ist überwiegend weiß, mit Ausnahme dunkler Zeichnungen auf dem Armflügel und dem Unterschwanz, einem diffusen dunklen Bauchfleck und dunklen Schwingen und Schwanzfedern. Charakteristisch ist die scharf gegen die weiße Unterseite abgesetzte schwarzbraune Kappe und der relativ schlanke, schwarze Schnabel.
Der Flug des Großen Sturmtauchers zeigt die typischen seitlichen Bewegungen der Sturmtaucher, bei denen sie mit steifen Flügeln und wenigen Flügelschlägen dicht über dem Wasser hin und her pendeln. Der Atlantiksturmtaucher hat einen ähnlichen Flug, ist aber kleiner. Der einzige von der Größe her ähnliche Sturmtaucher ist der Dunkle Sturmtaucher, dessen Rumpf aber vollständig dunkelbraun ist.

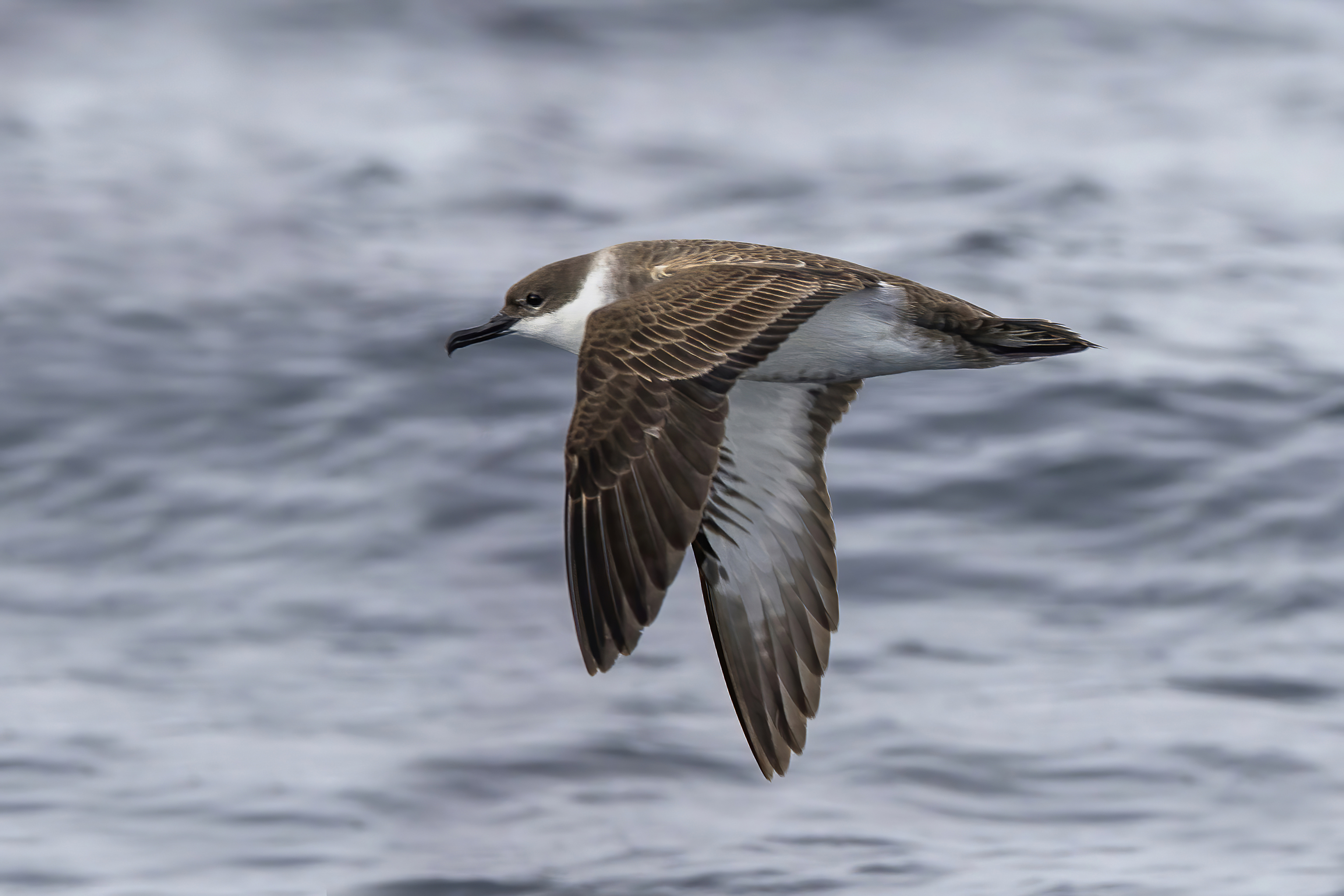
Flügel-Oberseite
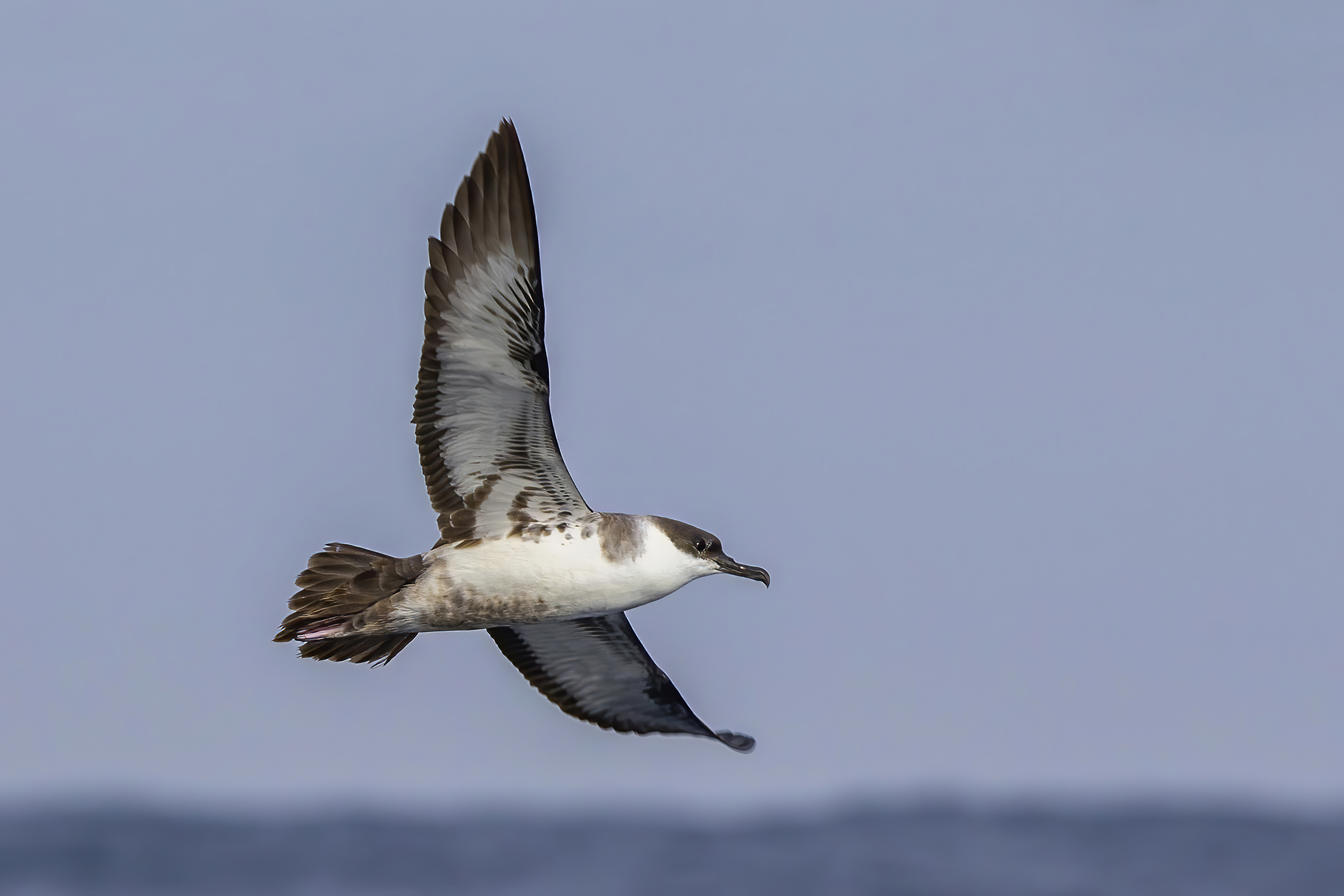
Flügel-Unterseite

## Verbreitung und Zugverhalten
Der Kappensturmtaucher brütet auf Nightingale Island und Inaccessible, die zur Inselgruppe Tristan da Cunha gehören, sowie auf der Gough-Insel. All diese vulkanisch entstandenen Inseln liegen weitab von größeren Landmassen im südlichen Atlantik. Er ist einer der wenigen Zugvögel, die von ihren Brutgebieten in der südlichen Hemisphäre in die nördliche Hemisphäre ziehen, während die weiter verbreitete Richtung die umgekehrte ist. Der Kappensturmtaucher folgt einer kreisförmigen Route. Er bewegt sich zunächst an der Ostküste von Süd- und Nordamerika, bevor er im August den Atlantik überquert.
Im Herbst hält er sich dann im östlichen Nordatlantik vor den Küsten Islands bis Portugal auf. Nur vereinzelt ist er auch in der Nordsee und im westlichen Mittelmeer bis Sardinien anzutreffen.

## Nahrung
Der Kappensturmtaucher lebt von Fischen und Kalmaren, die er von der Oberfläche des Wassers aus oder durch Stoßtauchen fängt. Er folgt gern Fischerbooten, wo sich geräuschvolles Gezänk abspielen kann. Große Sturmtaucher haben einen durchdringenden Ruf, den sie gewöhnlich ausstoßen, während sie in Gruppen auf dem Wasser ausruhen.

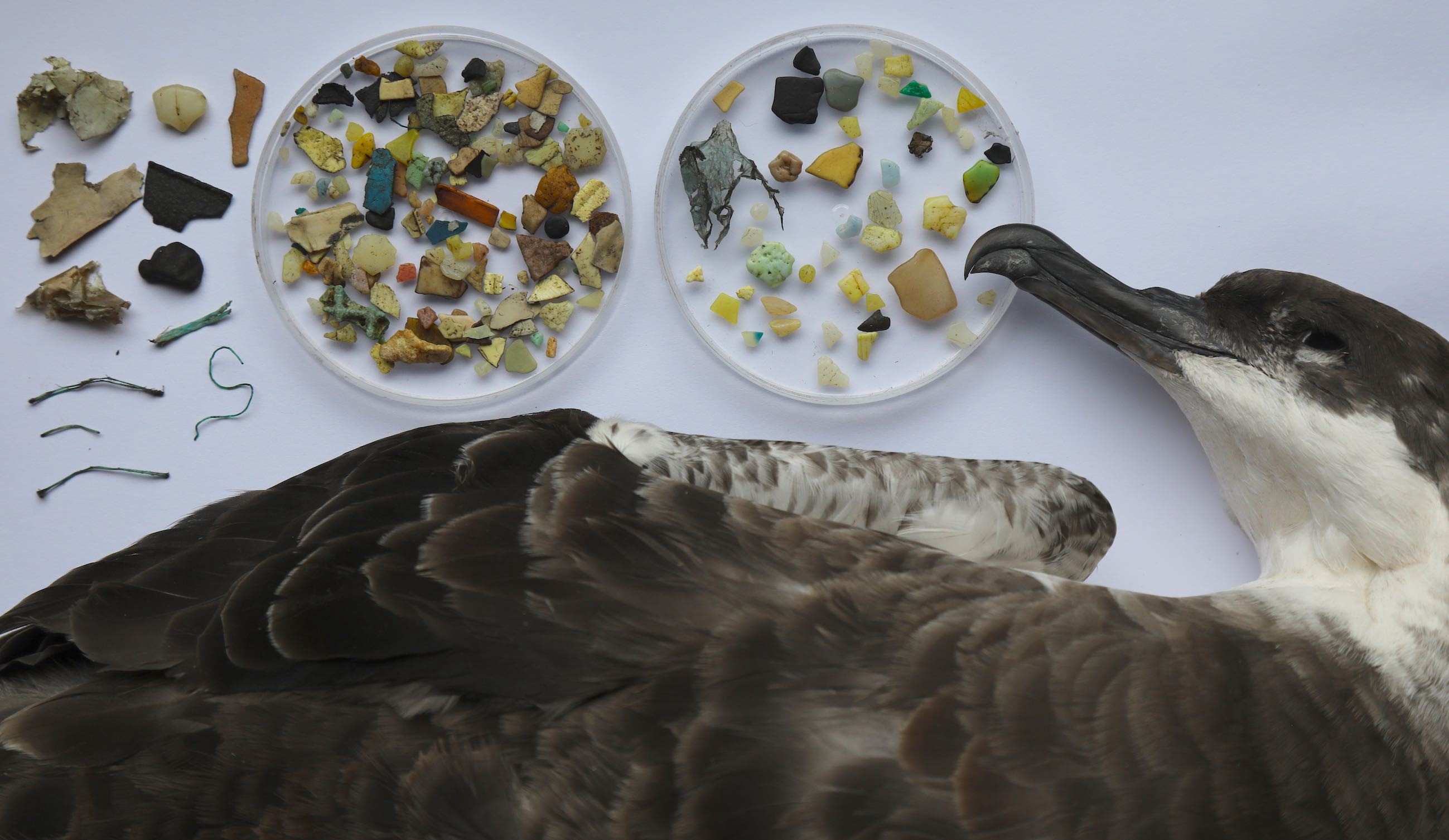
Großer Sturmtaucher mit in seinem Magen gefundenen Plastikteilchen

Kappensturmtaucher gehören zu denjenigen Seevögeln mit der höchsten Prävalenz einer Aufnahme von Plastikteilchen.

## Fortpflanzung
Der Kappensturmtaucher nistet in großen Kolonien und legt nur ein einziges Ei in eine Kuhle im offenen Grasland. Nach dem 55-tägigen Ausbrüten der Eier durch beide Elterntiere werden die Nester nur nachts besucht, um die Erbeutung durch große Möwen zu verhindern.

## Systematik
Die systematische Stellung der Art ist unklar. Er gehört in eine Gruppe von großen Arten, die als Gattung Ardenna (Penhallurick & Wink 2004) abgetrennt werden könnten; in diese Gattung könnte er mit ähnlichen Arten wie dem Kurzschwanz-Sturmtaucher und besonders dem Dunklen Sturmtaucher zusammengefasst werden, die ebenfalls ein dunkles Federkleid und stumpf endende Schwänze besitzen.
Alternativ wurde vorgeschlagen (Austin 1996, Austin et al. 2004), dass der Kappensturmtaucher eine monotypische Unterart „Ardenna sensu stricto“ sein könnte, ein im Atlantikgebiet lebender Vertreter der dünnschnäbligen „Hemipuffinus“-Gruppe (Blaßfuß-Sturmtaucher und Rosafuß-Sturmtaucher).